# Agrotis leonoides
Agrotis leonoides là một loài bướm đêm trong họ Noctuidae.